# Строберрі Арена
«Строберрі Арена» (раніше «Френдз Арена») — багатофункціональний національний стадіон у комуні Сольна, Стокгольм, Швеція, домашня арена ФК «АІК» та збірної Швеції з футболу.

## Історія
Стадіон побудований протягом 2009—2012 років, як «Сведбанк Арена». Відкритий 2012 року. Арена замінила стадіон «Росунда», який був розташований неподалік і мав статус національної арени, а 2013 року демонтований.
Спочатку планувалося побудувати новий національний стадіон поблизу «Еріксон Глоб», але у квітні 2006 року Шведська футбольна асоціація ухвалила рішення про будівництво нового стадіону у Сольні. Кошторис будівництва тоді становив близько €202 млн.
На початку будівництва «Сведбанк» придбав право на бренд арени за €20.5 млн терміном до 2023 року. При будівництві стадіон називався «Сведбанк Арена», однак 28 березня 2012 року «Сведбанк» оголосив, що віддає своє право на комерційну назву стадіону некомерційній організації, яка бореться проти шкільного хуліганства. Таким чином, стадіон отримав назву «Френдз Арена» на честь дитячої дружби.
Стадіон має повністю зсувний дах.
На арені окрім футбольних матчів проводяться змагання з різних видів спорту та культурні заходи.
24 травня 2017 року стадіон приймав Фінал Ліги Європи між «Аяксом» та «Манчестер Юнайтед».
Наприкінці середини січня 2024 року було оголошено, що оператор ASM Global і Strawberry Hotel Group підписали спонсорську угоду. Ця угода набула чинності 12 липня того ж року. Стадіон «Френдз Арена» було перейменовано на «Строберрі Арена».